# Balduque

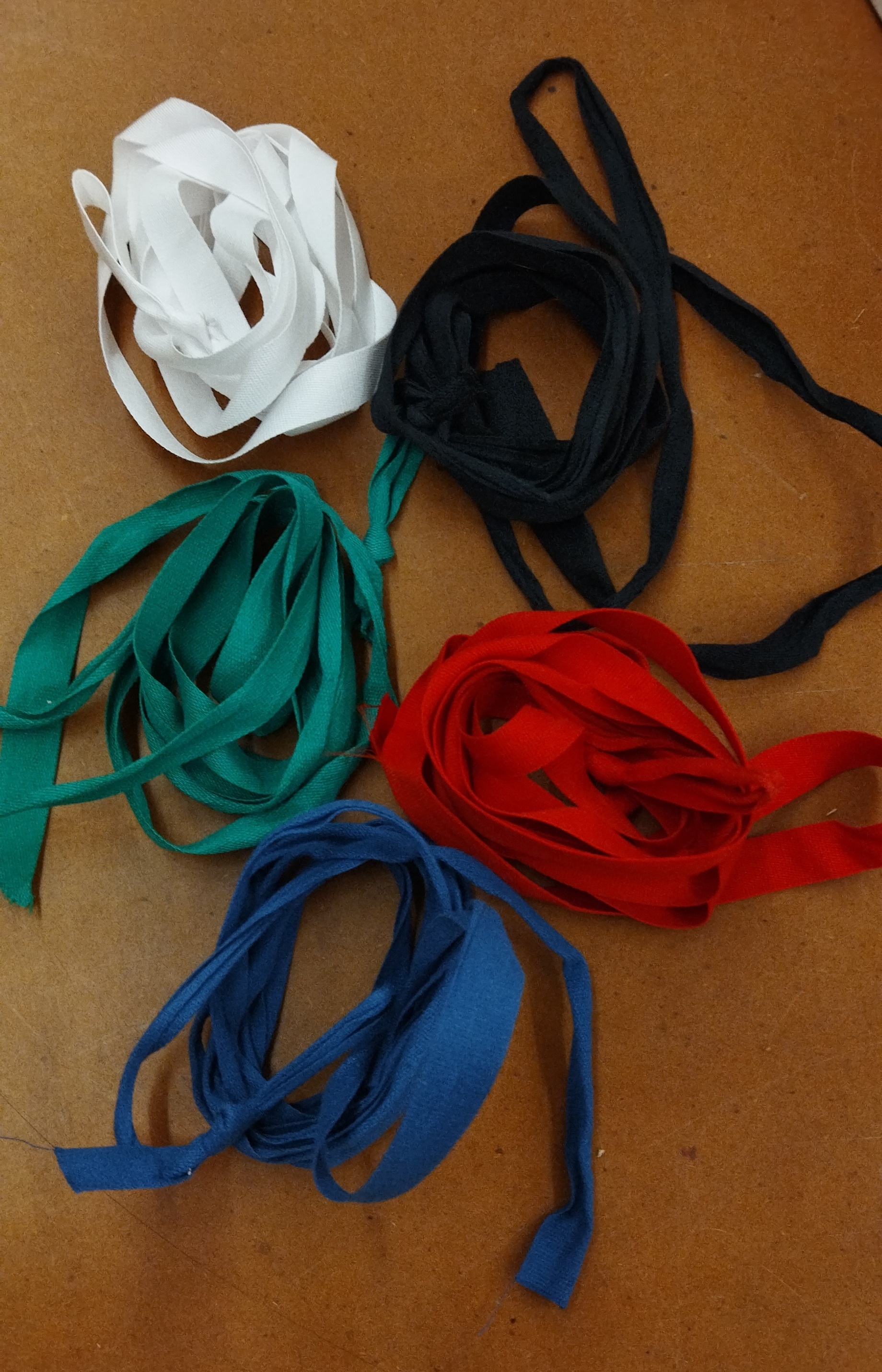
Balduques de diferentes cintas de colores en el Archivo Histórico Provincial de Soria (España)

En el lenguaje administrativo español, la palabra balduque hace referencia a la cinta roja con la que se envuelven en España los expedientes administrativos. El origen de la palabra está en la ciudad neerlandesa de Bolduque (s'Hertogenbosch o Bois-le-Duc), que era el lugar donde se fabricaba dicha cinta roja. 
Todavía hoy, el Consejo de Estado exterioriza la reserva de las consultas que provienen del Gobierno central, o de los gobiernos autonómicos, con el señalamiento con balduque, que envuelve el expediente. El uso del balduque viene de los tiempos de la España imperial y quería indicar una materia reservada en la época conflictiva en la que los Consejos del Rey (antecedente del actual Consejo de Estado) debatían los difíciles asuntos de los Países Bajos. Todo ello a diferencia de la cuerda simple o goma, que servía (y sigue sirviendo hoy en los Tribunales de España) para los casos de menor importancia. 
En su deseo de modernizar su burocracia, esta práctica administrativa fue posteriormente copiada por las otras monarquías europeas. Ello ha dado lugar a que en países como Inglaterra (y posteriormente en los Estados Unidos) apareciese la expresión inglesa «red tape» (cinta roja), como sinónimo de carga administrativa o burocracia.